# 安塔纳斯·莫茨库斯
安塔纳斯·莫茨库斯（ Antanas Mockus，1952年3月25日—），是哥伦比亚前中间派抉择绿党总统候选人。1952年3月25日在哥伦比亚首都波哥大出生，立陶宛裔，曾就读于哥伦比亚国立大学和法国第戎大学（勃艮第大学），获得数学和哲学学位，被巴黎第八大学和哥伦比亚国立大学授予了荣誉博士学位。1995年到1997年和2001年至2003年期间曾担任波哥大市长。1998年，莫茨库斯曾作为副总统候选人与总统候选人诺埃米·萨宁搭档参选，未能成功。2006年他再次参选，但败给了哥伦比亚前总统乌里韦（乌里韦获得连任）。